# Pharetrophora angusta
Pharetrophora angusta là một loài tò vò trong họ Ichneumonidae.